# Guy Thilmans
Guy Thilmans, né le 30 août 1922 à Louvain (Belgique) et décédé le 13 décembre 2001 à Dakar (Sénégal), est un anthropologue belge qui a consacré 35 années de sa vie à l'Afrique et plus particulièrement au Sénégal.

## Publications

### Ouvrages
- Protohistoire du Sénégal : recherches archéologiques, vol. 1, Les sites mégalithiques (en collaboration avec Cyr Descamps et Bernard Khayat), Mémoires de l'Institut fondamental d'Afrique noire, Dakar, 1980
- Protohistoire du Sénégal : recherches archéologiques, vol. 2, Sintiou-Bara et les sites du fleuve (en collaboration avec Annie Ravise), Mémoires de l'Institut fondamental d'Afrique noire, Dakar, 1980, 213 p.
- L'Hôtel du Conseil général à Saint-Louis du Sénégal : documents pour servir à son histoire et sa réhabilitation, IFAN-CAD, Dakar ; CRDS, Saint-Louis, 2004, 113 p.
- Le pont Faidherbe, CRDS, Saint-Louis, 2006, 136 p.
- Histoire militaire de Gorée : de l'arrivée des Portugais (1444) au départ définitif des Anglais (1817) (avant-propos de Françoise et Cyr Descamps), Éditions du Musée historique du Sénégal, Gorée, 2006, 256 p.
- La Grande batterie de Gorée : recherches archéologiques et historiques, (avant-propos de Françoise et Cyr Descamps), Éditions du [Musée historique du Sénégal, Gorée, 2006, 216 p.
- Informations sur l'esclavage (avant-propos de Youssouph Mbargane Guissé et Françoise et Cyr Descamps), Éditions du Musée historique du Sénégal, Gorée ; IFAN, Dakar, 2007, 90 p.
- Les Spahis sénégalais : une cavalerie africaine aux origines de l'expansion coloniale (1843-1880) (en collaboration avec Pierre Rosière, avant-propos de Youssouph Mbargane Guissé et de Françoise et Cyr Descamps), Éditions du Musée historique du Sénégal, Gorée ; IFAN, Dakar, 2007, 144 p.
- Les tirailleurs sénégalais : aux origines de la Force noire, les premières années du Bataillon 1857-1880 (en collaboration avec Pierre Rosière, préface du professeur Iba Der Thiam, avant-propos de Cyr et Françoise Descamps), Éditions du Musée historique du Sénégal, Gorée ; IFAN, Dakar, 2008, 207 p.
- Marsouins & Joyeux au Sénégal : des troupes blanches en Afrique noire (1830-1880) (en collaboration avec Pierre Rosière, préface de Jean-Christophe Rufin), Éditions du Musée historique du Sénégal, Gorée ; IFAN, Dakar, 2009, 211 p.

### Articles scientifiques
Guy Thilmans est l'auteur de très nombreuses publications (voir liste ci-dessous).